# Paul Klee
Paul Klee, född 18 december 1879 i Münchenbuchsee, kantonen Bern, död 29 juni 1940 i Muralto, Ticino, var en tysk-schweizisk målare, grafiker och konstteoretiker.

## Biografi
Paul Klee föddes i en musikalisk familj i Münchenbuchsee utanför Bern. Hans mor var från Schweiz men enligt schweizisk lag ärvde han sin fars tyska medborgarskap. Efter att länge vägt mellan musiken och konsten flyttade han 1899 till München för konststudier och gjorde studieresor till bland annat Italien (1901–1902). Från dessa återvände han först till Bern innan han 1906 bosatte sig i München. 1911 lärde han där känna Vasilij Kandinskij, Franz Marc och andra abstraherande avantgardekonstnärer kring den nybildade konstnärsgruppen Der Blaue Reiter. År 1914 reste han tillsammans med August Macke och Louis Moilliet till Tunisien och upptäckte där det fantastiska ljuset. Han skriver "Färgen har mig. Inte längre behöver jag jaga efter den. Den har mig för gott, jag vet det. Detta är min känsla i den lyckligaste timmen: Jag och färgen är ett. Jag är målare."
Efter första världskriget, då han som tysk medborgare en kort period var vid det tyska flygvapnet, blev han lärare på konstskolan Bauhaus och från 1931 på Konstakademin i Düsseldorf. Efter nazisternas makttillträde 1933 började en officiell förföljelse av Klee. Som offentliganställd skaffade han det obligatoriska arierbeviset men betecknades av myndigheterna som en "fördärvlig konstnär" och "politiskt opålitlig". 21 april 1933 blev han uppsagd med omedelbar verkan från sin tjänst. En monografi över honom brändes under bokbålen runt om i landet. Den statliga riksorganisationen för konstnärer, Reichskammer der bildenden Künste, stämplade hans verk som Entartete Kunst. Han fick yrkesförbud som konstnär, och 128 verk av honom beslagtogs på tyska museer, 2 teckningar, 18 målningar, 70 grafiska blad, 1 bok (hans Pädagogisches Skizzenbuch från 1925) och 37 akvareller. År 1937 visades några av dessa på den propagandistiska konstutställningen Entartete Kunst i München. Efter närmare tre decennier i Tyskland, återvände således Paul Klee till Bern i Schweiz, men kort innan de schweiziska myndigheterna beviljade honom det medborgarskap han ansökt om, dog han i Muralto-Locarno 1940.
Klee arbetade med olika typer av uttrycksmedel; han målade i olja och akvarell, och ofta kombinerade han flera olika typer av material. Det är svårt att klassificera Klee, han har en egen stil, men han förknippas ibland med expressionismen, ibland med kubismen, primitivismen och surrealismen. Hans målningar har även drag av naivism med små figurer, som nästan kunde vara gjorda av små barn. Klee är representerad vid bland annat Göteborgs konstmuseum.
| ”                 | Konst återger inte det synliga, utan konst synliggör. | „ |
| – Paul Klee, 1920 |                                                       |   |

## Skrifter
- Pädagogisches Skizzenbuch (München: Bauhausbücher 2, 1925)
  - Pedagogisk skissbok / Om den moderna konsten, översättning av Sune Nordgren (Göteborg: Anamma, 1992)

## Eftermäle
Asteroiden 10543 Klee är uppkallad efter honom.

## Galleri

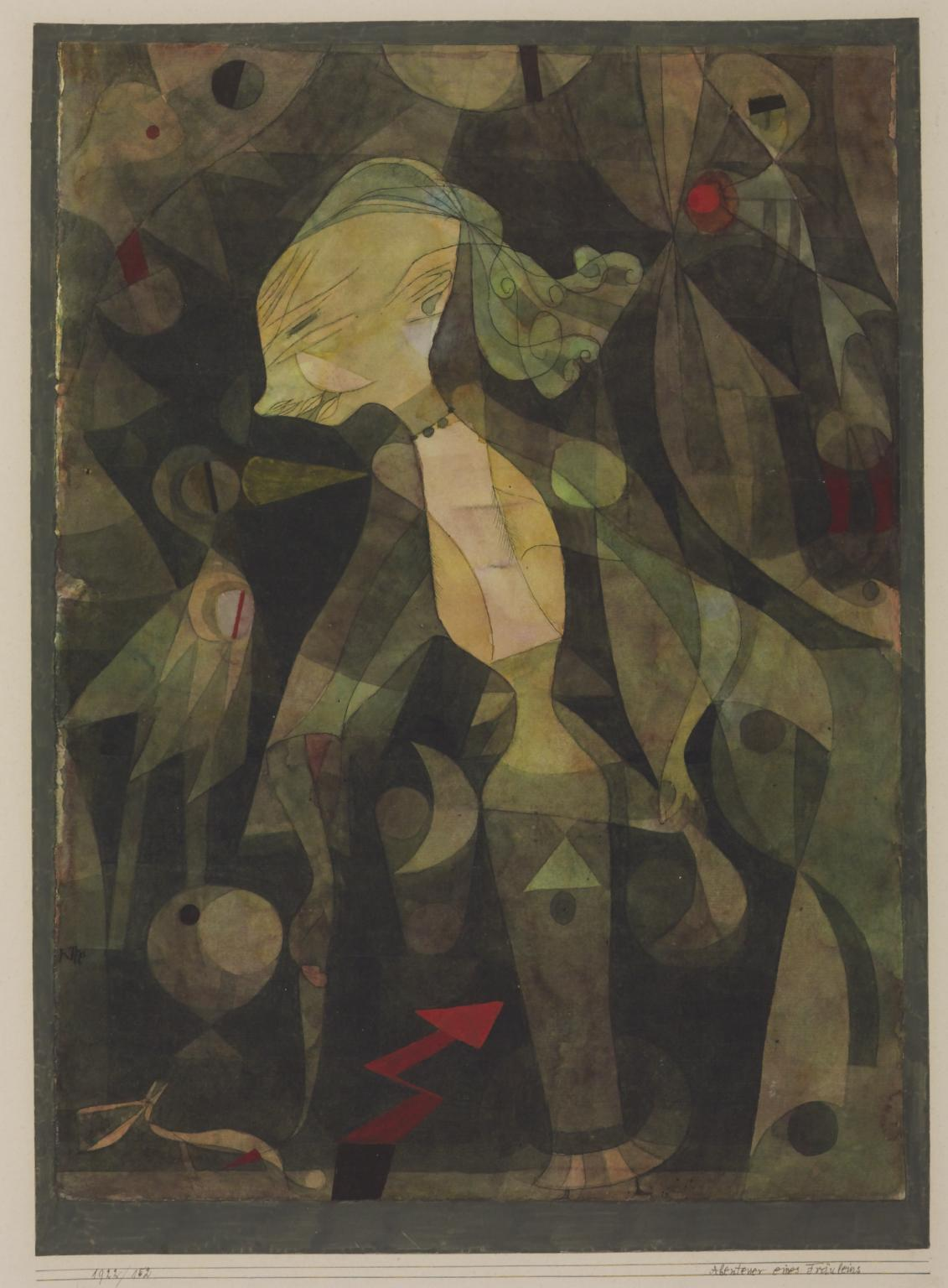
Abenteuer einer junge Dame / En ung kvinnas äventyr (1921), vattenfärg på papper, Tate Modern.
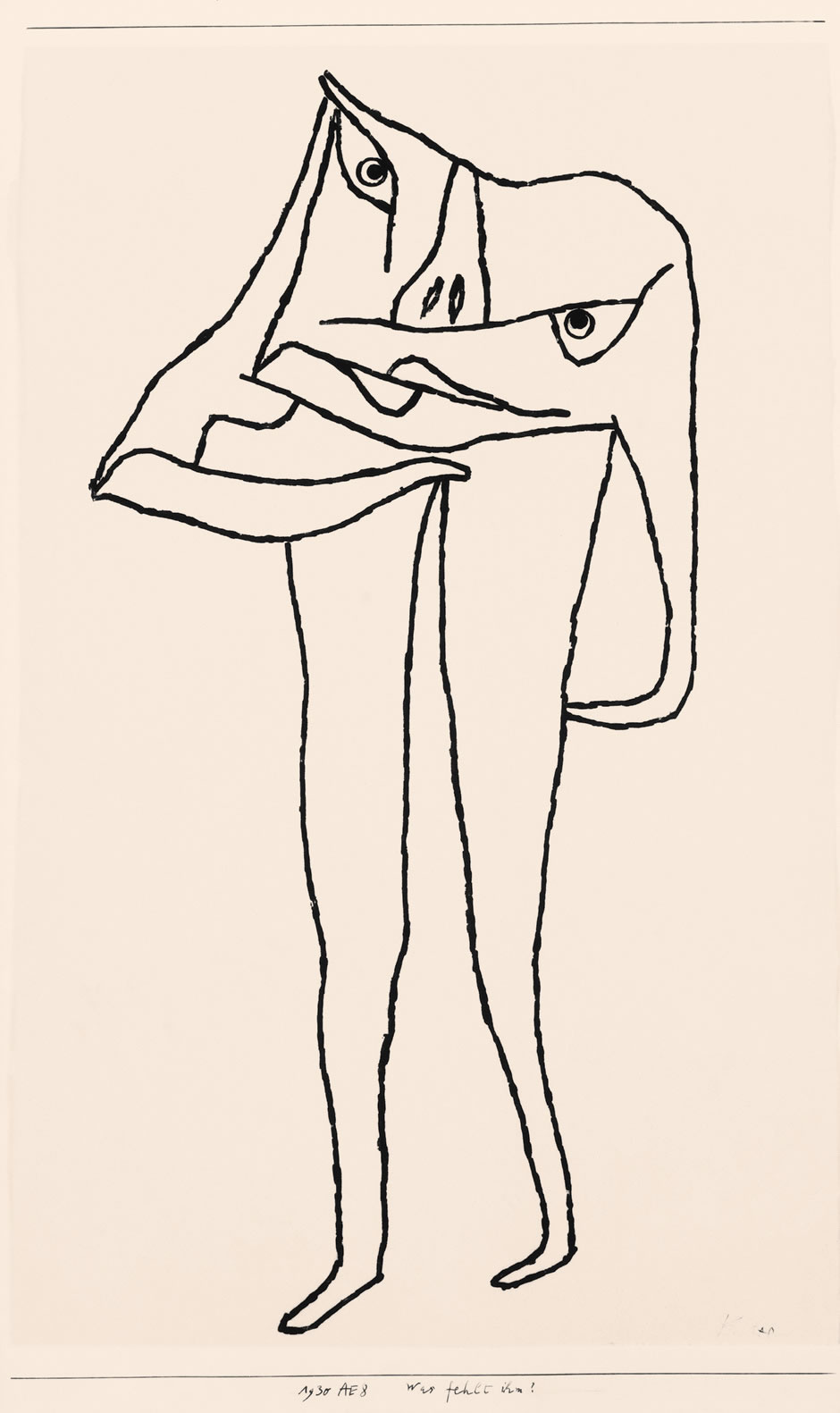
Was fehlt ihm? / Vad fattas honom? (1930), tuschteckning, Foundation Beyeler, Basel.
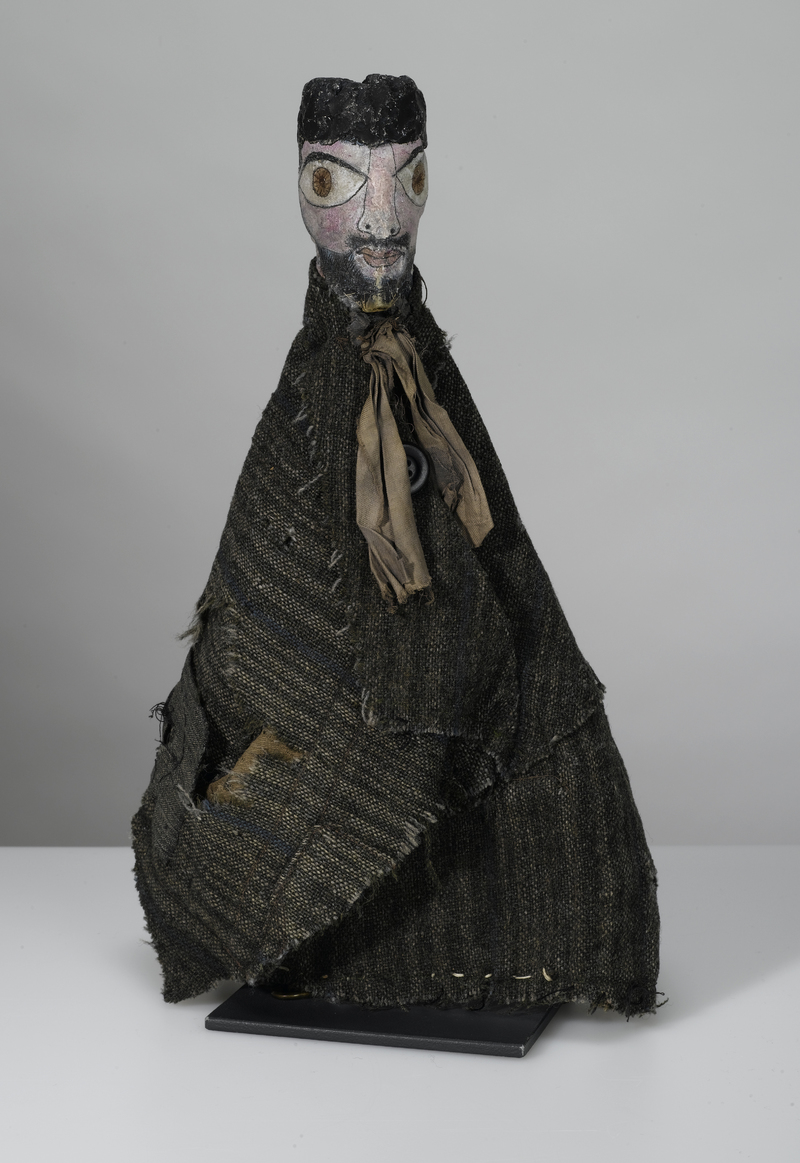
Puppe ohne Titel (Selbstbildnis) / Docka utan titel (självporträtt) (1922)

### Fotnoter
1. 1 2  Paul Klee, RKDartists (på engelska), RKDartists-ID: 44622.[källa från Wikidata]
2. ↑  Paul Klee, Benezit Dictionary of Artists (på engelska), Oxford University Press, 2006 och 2011, ISBN 978-0-19-977378-7, Benezit-ID: B00099220, läs online.[källa från Wikidata]
3. ↑  Encyclopædia Britannica, Encyclopædia Britannica Online-ID: biography/Paul-Kleetopic/Britannica-Online, läst: 9 oktober 2017.[källa från Wikidata]
4. 1 2  Bibliothèque nationale de France, BnF Catalogue général : öppen dataplattform, id-nummer i Frankrikes nationalbiblioteks katalog: 11909820v, läst: 10 oktober 2015.[källa från Wikidata]
5. ↑  ”Клее Пауль”, Большая советская энциклопедия : [в 30 т.], tredje utgåvan, Stora ryska encyklopedin, 1969, läst: 27 september 2015.[källa från Wikidata]
6. ↑  Paul Ernst Klee, SIKART (på engelska), SIKART-ID: 4000058.[källa från Wikidata]
7. ↑  ”Клее Пауль”, Большая советская энциклопедия : [в 30 т.], tredje utgåvan, Stora ryska encyklopedin, 1969, läst: 28 september 2015.[källa från Wikidata]
8. ↑  RKDartists, RKDartists-ID: 44622.[källa från Wikidata]
9. 1 2  Archive of Fine Arts, abART person-ID: 5421, läst: 1 april 2021.[källa från Wikidata]
10. 1 2  Union List of Artist Names, ULAN: 500010493, läs online.[källa från Wikidata]
11. ↑  Gruppe aus einem Park (på engelska), läs online, läst: 7 september 2021.[källa från Wikidata]
12. ↑  bauhaus.community, bauhaus.community ID: 1304, läst: 7 februari 2025.[källa från Wikidata]
13. ↑  Göteborgs konstmuseum
14. ↑  "Kunst gibt nicht das Sichtbare wieder, sondern Kunst macht sichtbar." Ur Schöpferische Konfession (1920).
15. ↑  ”Minor Planet Center 10543 Klee” (på engelska). Minor Planet Center. https://www.minorplanetcenter.net/db_search/show_object?object_id=10543. Läst 4 juni 2023.